# Stenzengreith
Stenzengreith ist eine ehemals selbständige Gemeinde in der Oststeiermark mit 536 Einwohnern (Stand: 1. Jänner 2023).
Seit 1. Jänner 2015 ist sie im Rahmen der steiermärkischen Gemeindestrukturreform mit der Gemeinde Gutenberg an der Raabklamm zusammengeschlossen. Die neue Gemeinde trug den Namen „Gutenberg-Stenzengreith“, der per 1. Juni 2023 in Gutenberg geändert wurde.

## Geografie
Stenzengreith liegt im Bezirk Weiz am Osthang des Schöckls im österreichischen Bundesland Steiermark.

### Gliederung
Das ehemalige Gemeindegebiet umfasste folgende drei Katastralgemeinden und gleichnamigen Ortschaften (in Klammern Einwohnerzahl Stand 1. Jänner 2024):
- Plenzengreith (178)
- Stenzengreith (208)
- Stockheim (161)

## Geschichte
Das zu Stenzengreith gehörende Stockheim ist zu den frühesten bairischen Siedlungen des Gebietes zu zählen. Stenzengreith und Plenzengreith sind Rodungsorte.

## Politik
Bürgermeister war bis zum Zusammenschluss der Gemeinden am 1. Jänner 2015 Albert Glettler (ÖVP).
Der mit 31. Dezember 2014 aufgelöste Gemeinderat setzte sich nach der Gemeinderatswahl 2010 wie folgt zusammen:
- 5 ÖVP
- 2 SPÖ
- 2 FPÖ

## Wappen
Die Verleihung des Gemeindewappens erfolgte mit Wirkung vom 1. Juni 1998.
Blasonierung:
„In goldenem Schild pfahlweise zwei gestürzte auswärts gekehrte blaue Reithauen, von einer roten Akelei mit zwei Blättern und zwei Blüten unterlegt.“
Mit der Auflösung der Gemeinde ist auch das Recht zur Führung eines Gemeindewappens erloschen.